# ديفيد برايت
ديفيد برايت (بالإنجليزية: David Bright)‏ هو لاعب كرة قدم بريطاني، ولد في 5 سبتمبر 1972 في برستل في المملكة المتحدة. لعب مع ستوك سيتي.